# UFM1
UFM1‏ (Ubiquitin fold modifier 1) هوَ بروتين يُشَفر بواسطة جين UFM1 في الإنسان.